# 舒之顥
舒之顥（英語：Howard Shu，1990年11月28日—），美國男子羽毛球運動員。父母是台灣人，同為羽毛球運動員。畢業於加州大学洛杉矶分校。

## 簡介
舒之顥的父母都來自台灣，他自小就有良好的運動天分，不論籃球、足球或游泳都有好成績，但他最後還是選擇專攻羽球。
2013年8月，舒之顥參加中國廣州舉行的世界羽毛球錦標賽，在首日出戰男子單打項目，在首圈就以0比2（16-21、16-21）負於英格蘭的托比·潘迪出局。
2014年8月，舒之顥參加丹麥哥本哈根舉行的世界羽毛球錦標賽，出戰男子單打項目，首圈就以0比2（16-21、17-21）不敵越南的阮進明出局。
2015年8月，舒之顥參加印尼雅加達舉行的世界羽毛球錦標賽，分別出戰男子單打項目及與李意恆合作出戰混合雙打項目。在男單方面，他在首圈就以1比2（19-21、26-24、18-21）不敵香港的魏楠出局；而混雙方面，他與李意恆亦在首圈以0比2（19-21、18-21）不敵馬來西亞的陳炳順/吳柳螢出局。

## 主要比賽成績
只列出曾進入準決賽的國際賽事成績：
| 年份   | 賽事                         | 公開賽級別 | 項目     | 拍檔                | 成績   |
| ------ | ---------------------------- | ---------- | -------- | ------------------- | ------ |
| 2007年 | 泛美洲青年羽毛球錦標賽       | 其他       | 混合團體 | －                  | 冠軍   |
| 2007年 | 泛美洲青年羽毛球錦標賽       | 其他       | 男子單打 | －                  | 亞軍   |
| 2007年 | 泛美洲青年羽毛球錦標賽       | 其他       | 男子雙打 | Jack Shu            | 冠軍   |
| 2008年 | 泛美洲青年羽毛球錦標賽       | 其他       | 混合團體 | －                  | 季軍   |
| 2008年 | 泛美洲青年羽毛球錦標賽       | 其他       | 男子單打 | －                  | 季軍   |
| 2008年 | 泛美洲青年羽毛球錦標賽       | 其他       | 混合雙打 | Cheryl Chow         | 冠軍   |
| 2010年 | 聖多明哥羽毛球公開賽         | 國際系列賽 | 混合雙打 | Karyn Cecilia Velez | 準決賽 |
| 2012年 | 泛美洲羽毛球錦標賽           | 其他       | 男子單打 | －                  | 季軍   |
| 2013年 | 加拿大羽毛球國際挑戰賽       | 國際挑戰賽 | 男子單打 | －                  | 準決賽 |
| 2013年 | 泛美洲羽毛球錦標賽           | 其他       | 混合團體 | －                  | 亞軍   |
| 2013年 | 泛美洲羽毛球錦標賽           | 其他       | 男子單打 | －                  | 季軍   |
| 2013年 | 聖多明哥羽毛球公開賽         | 國際系列賽 | 男子單打 | —                   | 亞軍   |
| 2013年 | 墨西哥羽毛球國際賽           | 國際系列賽 | 男子單打 | —                   | 準決賽 |
| 2014年 | 秘魯羽毛球國際賽             | 國際挑戰賽 | 男子單打 | －                  | 準決賽 |
| 2014年 | 危地馬拉羽毛球國際賽         | 國際挑戰賽 | 男子單打 | －                  | 準決賽 |
| 2014年 | 危地馬拉羽毛球國際賽         | 國際挑戰賽 | 混合雙打 | 李意恒              | 冠軍   |
| 2014年 | 泛美洲羽毛球錦標賽           | 其他       | 混合團體 | －                  | 亞軍   |
| 2014年 | 泛美洲羽毛球錦標賽           | 其他       | 男子單打 | －                  | 季軍   |
| 2014年 | 巴西羽毛球國際賽             | 國際挑戰賽 | 混合雙打 | 李意恒              | 準決賽 |
| 2014年 | 墨西哥羽毛球國際賽           | 國際系列賽 | 男子單打 | －                  | 準決賽 |
| 2014年 | 美國羽毛球大獎賽             | 大獎賽     | 混合雙打 | 李意恒              | 亞軍   |
| 2015年 | 牙買加羽毛球國際賽           | 國際系列賽 | 男子單打 | －                  | 準決賽 |
| 2015年 | 吉拉爾迪拉羽毛球賽           | 國際系列賽 | 男子單打 | －                  | 亞軍   |
| 2015年 | 泛美運動會羽毛球比賽         | 其他       | 男子單打 | －                  | 銅牌   |
| 2015年 | 蒙古國羽毛球國際賽           | 國際系列賽 | 男子單打 | －                  | 準決賽 |
| 2015年 | 尼日利亞羽毛球國際賽         | 國際系列賽 | 男子單打 | －                  | 冠軍   |
| 2015年 | 阿根廷羽毛球國際賽           | 國際系列賽 | 男子單打 | －                  | 準決賽 |
| 2015年 | 新喀里多尼亞羽毛球國際賽     | 國際系列賽 | 男子單打 | －                  | 冠軍   |
| 2015年 | 波多黎各羽毛球國際系列賽     | 國際系列賽 | 男子單打 | －                  | 亞軍   |
| 2015年 | 蘇利南羽毛球國際賽           | 國際系列賽 | 男子單打 | －                  | 亞軍   |
| 2015年 | 南非羽毛球國際賽             | 國際系列賽 | 男子單打 | －                  | 冠軍   |
| 2015年 | 博茨瓦納羽毛球國際賽         | 國際系列賽 | 男子單打 | －                  | 冠軍   |
| 2016年 | 牙買加羽毛球國際賽           | 國際系列賽 | 男子單打 | －                  | 準決賽 |
| 2016年 | 吉拉爾迪拉羽毛球賽           | 國際系列賽 | 男子單打 | －                  | 準決賽 |
| 2016年 | 美國羽毛球國際挑戰賽         | 國際挑戰賽 | 混合雙打 | 杰米·苏班迪         | 亞軍   |
| 2017年 | 泛美洲羽毛球錦標賽           | 其他       | 混合團體 | －                  | 季軍   |
| 2017年 | 美國羽毛球國際系列賽         | 國際系列賽 | 男子單打 | －                  | 準決賽 |
| 2018年 | 泛美洲羽毛球男女子團體錦標賽 | 其他       | 男子團體 | －                  | 亞軍   |
| 2018年 | 美國羽毛球國際挑戰賽         | 國際挑戰賽 | 混合雙打 | 宝拉·琳·奥巴娜娜    | 準決賽 |
| 2019年 | 烏干達羽毛球國際賽           | 國際系列賽 | 混合雙打 | 宝拉·琳·奥巴娜娜    | 冠軍   |
| 2019年 | 毛里裘斯羽毛球國際賽         | 國際系列賽 | 混合雙打 | 宝拉·琳·奥巴娜娜    | 亞軍   |
| 2019年 | 秘魯羽毛球國際賽             | 國際系列賽 | 混合雙打 | 宝拉·琳·奥巴娜娜    | 冠軍   |
| 2019年 | 貝寧羽毛球國際賽             | 國際系列賽 | 混合雙打 | 寶拉·琳·奧巴娜娜    | 冠軍   |
| 2019年 | 科特迪瓦羽毛球國際賽         | 國際系列賽 | 混合雙打 | 宝拉·琳·奥巴娜娜    | 冠軍   |
| 2019年 | 泛美運動會羽毛球比賽         | 其他       | 混合雙打 | 宝拉·琳·奥巴娜娜    | 銅牌   |
| 2019年 | 加勒比地區羽毛球聯合會國際賽 | 國際系列賽 | 混合雙打 | 寶拉·琳·奧巴娜娜    | 亞軍   |
| 2019年 | 巴基斯坦羽毛球國際系列賽     | 國際系列賽 | 男子單打 | －                  | 準決賽 |
| 2019年 | 薩爾瓦多羽毛球國際賽         | 未來系列賽 | 男子單打 | －                  | 亞軍   |
| 2020年 | 泛美洲羽毛球男女子團體錦標賽 | 其他       | 男子團體 | －                  | 季軍   |
| 2020年 | 墨西哥羽球國際賽             | 國際系列賽 | 男子單打 | －                  | 亞軍   |
| 2023年 | 泛美洲羽毛球混合團體錦標賽   | 其他       | 混合團體 | －                  | 亞軍   |
| 2023年 | 貝寧羽毛球國際賽             | 未來系列賽 | 男子單打 | －                  | 準決賽 |
| 2023年 | 秘魯羽毛球國際系列賽         | 國際系列賽 | 男子單打 | －                  | 準決賽 |
| 2023年 | 蘇利南羽毛球國際賽           | 國際系列賽 | 男子單打 | －                  | 準決賽 |
| 2023年 | 法屬圭亞那羽毛球國際賽       | 未來系列賽 | 男子單打 | －                  | 冠軍   |

| 2007-2017年 | 首要超級賽 | 超級賽 | 黃金大獎賽 | 大獎賽 | 國際挑戰賽 | 國際系列賽 | 未來系列賽 | 其他 |

| 2018-2026年 | 總決賽 | 超級1000賽 | 超級750賽 | 超級500賽 | 超級300賽 | 超級100賽 | 國際挑戰賽 | 國際系列賽 | 未來系列賽 | 其他 |

### 奧運會和世錦賽參賽紀錄
|          | 搭檔   | 2013 | 2014 | 2015 | 2016       | 2021 | 2022 | 2023 | 2024       |
| -------- | ------ | ---- | ---- | ---- | ---------- | ---- | ---- | ---- | ---------- |
| 男子單打 | －     | 64強 | 64強 | 64強 | 小組第三名 | 64強 | 64強 | 32強 | 小組第三名 |
|          |        |      |      |      |            |      |      |      |            |
| 混合雙打 | 李意恒 | －   | －   | 48強 | －         | －   | －   | －   | －         |